# سیارک ۳۶۰۳۷
سیارک ۳۶۰۳۷ (به انگلیسی: 36037 Linenschmidt، نامگذاری:1999PQ3) سی و شش هزار و سی و هفتمین سیارک کشف شده‌است که در ۱۳ اوت ۱۹۹۹ کشف شد.